# Light Dragoons

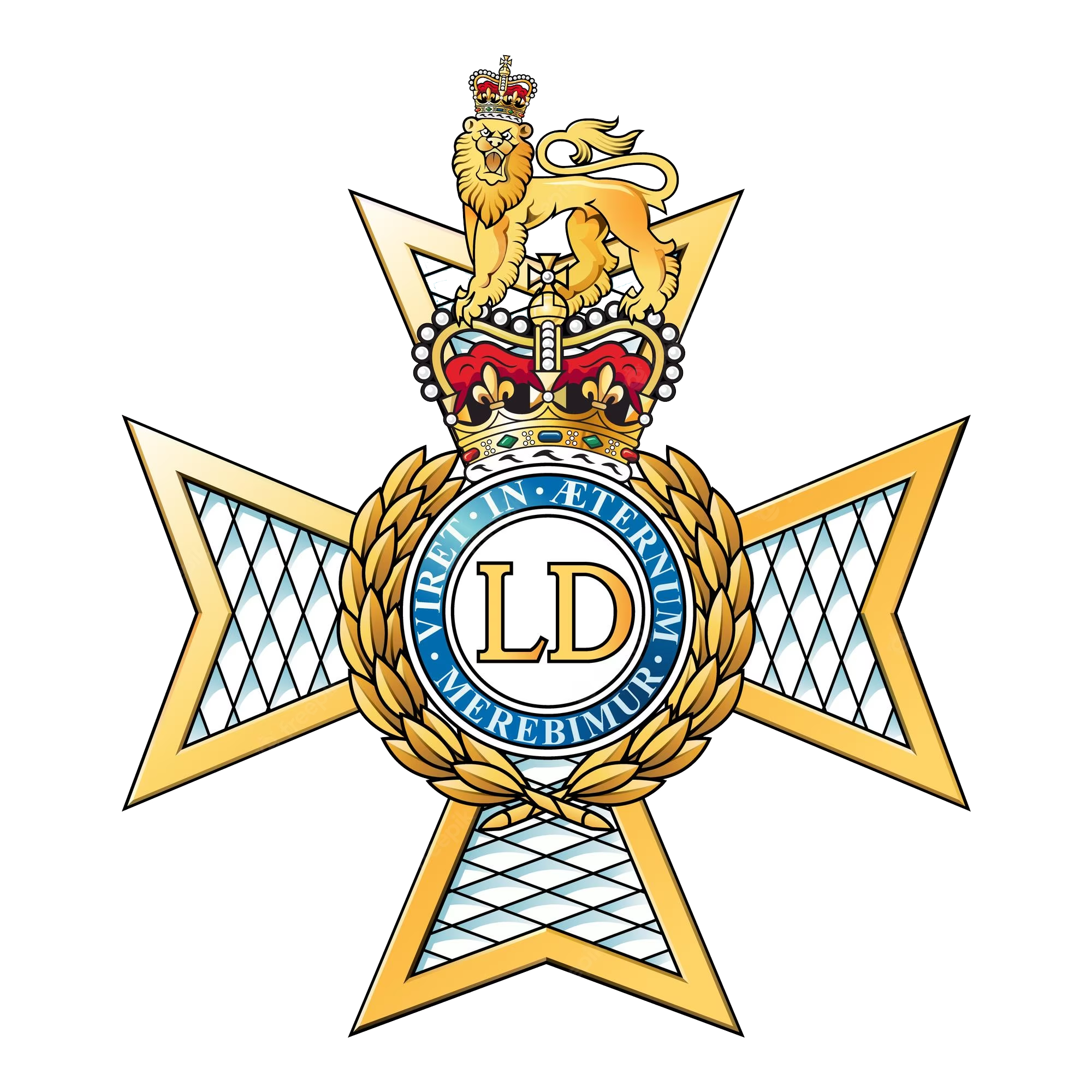
Mützenabzeichen der Light Dragoons

Tactical Recognition Flash der Light Dragoons

Die Light Dragoons sind ein Kavallerieregiment der britischen Armee, das seit 1992 besteht und Teil des Royal Armoured Corps ist.

## Geschichte
Das Regiment wurde am 1. Dezember 1992 gegründet, durch Verschmelzung der 13th/18th Royal Hussars (Queen Mary’s Own) mit den 15th/19th The King’s Royal Hussars. Das Regiment führt die Traditionen und Battle Honours seiner Vorgängerregimenter weiter. Das Regiment fungiert, wie seine Vorgängerregimenter, als „leichte Kavallerie“ und ist auf Aufklärung spezialisiert. Es ist dazu mit hochmobilen Jackal-2-Fahrzeugen ausgestattet. Das Regiment rekrutiert hauptsächlich in Nordengland, in den Counties Durham, Northumberland, Tyne and Wear, South Yorkshire und East Riding of Yorkshire. Derzeit ist es in Catterick in North Yorkshire stationiert.
Von 1993 bis 2004 entsandten die Light Dragoons Schwadronen in den Einsatz nach Bosnien im Rahmen von Friedensmissionen der Vereinten Nationen (UNPROFOR) und später der NATO (IFOR). Das Regiment wurde auch in den Konflikten im Irak (2003 und 2006) und in Afghanistan (2006, 2007, 2009, 2012 und 2018) und 2014 erneut in Bosnien eingesetzt. Zuletzt beteiligte es ab 2020 an der Friedensmission der Vereinten Nationen Truppen in Mali.

## Colonels
Colonel-in-Chief des Regiments waren:
- 1992–1996: Diana, Princess of Wales
- 1997–2002: Princess Margaret, Countess of Snowdon
- seit 2003: König Abdullah II. von Jordanien

Colonel of the Regiment waren:
- 1992–1995: Colonel Robert John William ffrench Blake
- 1995–2000: Brigadier Charles Anthony Gilbert Wells
- 2000–2008: Lieutenant-General Sir Roderick Alexander Cordy-Simpson
- 2008–2013: Major-General Andrew Stewart
- 2013–2020: Major-General David Rutherford-Jones
- seit 2020: Brigadier Angus Watson

## Traditionslinien
| The Light Dragoons                         |                                            |                           |                           |
| 13th/18th Royal Hussars (Queen Mary’s Own) | 13th Hussars                               | 13th Hussars              | 13th Hussars              |
| 13th/18th Royal Hussars (Queen Mary’s Own) | 18th (Queen Mary’s Own) Royal Hussars      |                           |                           |
| 15th/19th The King’s Royal Hussars         | 15th (The King’s) Hussars                  | 15th (The King’s) Hussars | 15th (The King’s) Hussars |
| 15th/19th The King’s Royal Hussars         | 19th Royal Hussars (Queen Alexandra’s Own) |                           |                           |